# Гета (Болніський муніципалітет)
Гета (груз. გეტა) — село в Грузії.
За даними перепису населення 2014 року в селі проживає 531 особа.